# Adolf Ernst von Limburg-Styrum

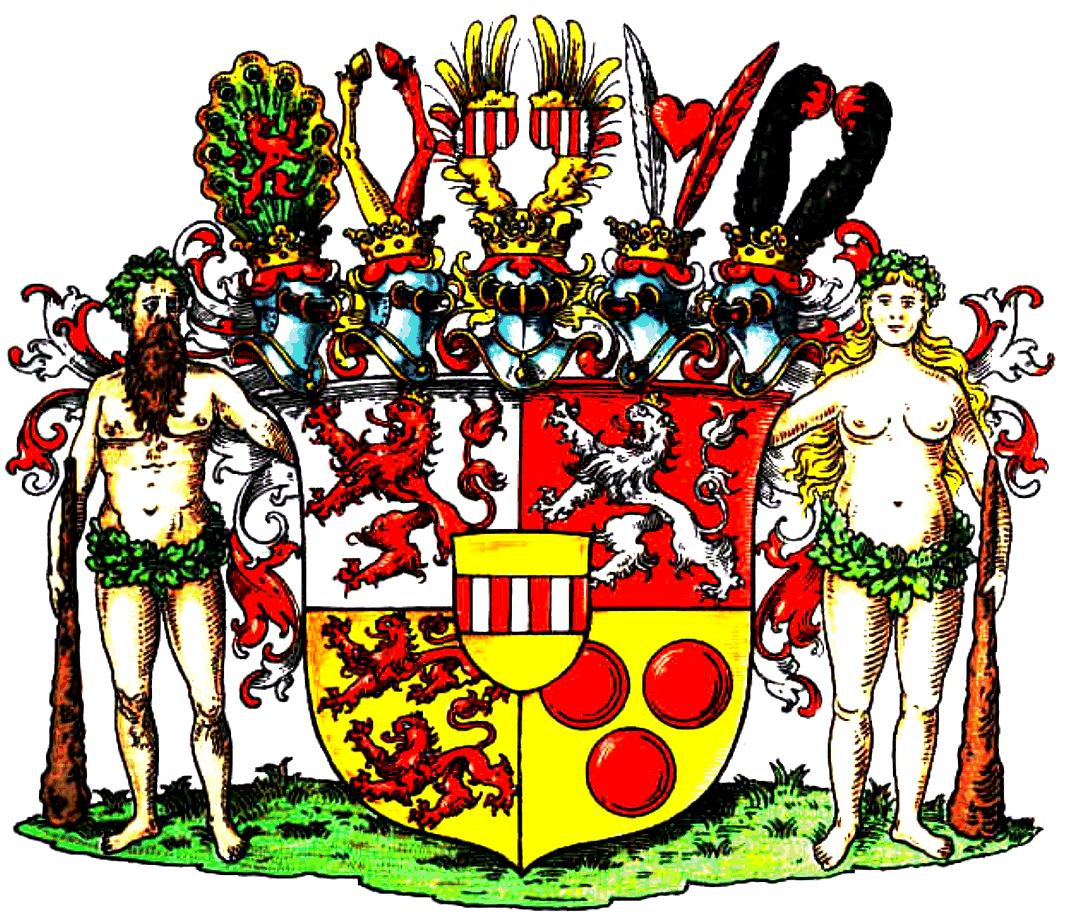
Wappen der Grafen von Limburg-Stirum

Adolf Ernst Graf von Limburg-Styrum (* 1622; † 3. Oktober 1657 in Schonen bei Kattorp) war durch Abstammung Graf von Limburg-Styrum und durch Erbe ab 1644 Herr von Gemen.

## Politischer Werdegang
Nach dem Tod seines Vaters Hermann Otto I. von Limburg-Styrum wurden dessen Herrschaften unter seinen drei Söhnen aufgeteilt. So bekam Otto Bronckhorst und Borkulo, Adolf Ernst Gemen und Moritz erhielt Styrum.
1644 trat Adolf Ernst die Herrschaft in Gemen an. Ebenso war er Pfandherr des kurkölnischen Amtes Liedberg, für das die Auflage bestand, dass alle Einnahmen aus dem Gut an Hinterbliebene des Grafen Bernhard Albrecht abgeführt werden mussten. Ab 1654 war Adolf Ernst Amtsmann von Rheinberg und Statthalter der Vest Recklinghausen. Gemens' Lehnsherr war seit 1619 der Kurfürst von Brandenburg.
Mit der Aussicht auf Beute und Ruhm strebte Adolf Ernst nach einer Position als Offizier in der Armee des Kurfürsten Friedrich Wilhelm von Brandenburg. In der brandenburgischen Armee, die zu dieser Zeit das erste stehende Heer eines Fürsten war, wurde er daraufhin 1651 zum Kommandeur des Regiments „Jung-Styrum“ ernannt, dessen Söldner er selber anwarb. Dieser Schritt war wohl auch ein Entgegenkommen Adolfs gegenüber Friedrich, da dieser ihn stets im Konflikt mit dem Stift Münster unterstützte. Die Armee wurde errichtet, um auf einen möglichen Krieg mit Pfalz-Neuburg vorbereitet zu sein. Doch trat der Kriegsfall nicht ein und der Kurfürst zog sich ebenso vom Nordischen Krieg 1656 zurück. Auf der Suche nach einer neuen Einnahmequelle trat Adolf Ernst mit der Genehmigung seines Lehnsherren in die dänische Armee ein, die einen Angriff auf Schweden plante. Daraufhin fiel Adolf Ernst am 3. Oktober 1657 bei einem Angriff auf Schonen, in der Nähe von Kattorp.
In seiner Hofhaltung war Adolf Ernst sehr streng, stellte mit seinem Herrschaftsantritt feste Normen auf und behielt seine Beamten unter straffen Zügeln. 1651 forderte er auf Anraten zweier Kapuziner die Herausgabe der Schlüssel der lutherischen Kirche in Gemen und als dies nicht geschah, ließ er beide Bürgermeister bei karger Verpflegung einsperren. Zwar musste er auf Forderung des Kurfürsten die Gefangen frei lassen, doch verdeutlichte er der Gemeinde, er würde Widersacher ohne Nachsicht verfolgen und verurteilen.
Er war sehr bestrebt, den katholischen Glauben in seinem Machtbereich in der Art zur Geltung zu bringen, wie es der Gesinnung seiner Familie entspricht. Es gelang ihm jedoch nicht, seinen Ansprüchen gerecht zu werden und seine Untertanen von seinen Ansichten zu überzeugen. Die Folge dessen war, dass in Gemen nicht zwei, sondern drei religiöse Gemeinden bestanden, die katholische, die lutherische und die reformierte.

Wappen der Herrschaft Gemen

## Unabhängigkeitskonflikt mit dem Stift Münster
Während seiner Herrschaft versuchte Adolf Ernst konsequent die Unabhängig Gemens von Münster zu erlangen. 1650 wurde Christoph Bernhard von Galen zum Bischof von Münster gewählt und dieser strebte danach die kleinen selbstständigen Territorien des Stiftes Münster zu unterjochen und plante zur Vergrößerung seines Territoriums sogar Kriege gegen Nachbarstaaten, vor allem gegen die Niederlande. Ebenso würde das stark befestigte Schloss Gemen dem Bischof im Krieg gegen die Niederlande von besonderem Wert sein. Für die Durchsetzung der Reichsunmittelbarkeit der Herrschaft Gemen wandte sich Adolf an seinen Lehnsherren Kurfürst Friedrich Wilhelm. Dieser veranlasste daraufhin die clevische Regierung die gemener Herrschaft zu unterstützen und wandte sich auch persönlich an die münsterische Regierung.
Adolf Ernst ließ sich seitdem mit der Hilfe Friedrich Wilhelms im Hintergrund keine Eingriffe in seine Rechte von Seiten Münsters gefallen. Vor allem als Gläubigern der ehemaligen Herren von Gemen von den Beamten des Stifts Münster erlaubt wurde, sich an den Gütern Gemens zu bedienen, erhob der Kurfürst Einspruch gegen dieses Vorgehen und verdeutlichte, dass diese Güter Lehnsgüter seien und ohne seine Einwilligung nicht in den Besitz von anderen übergehen können. Um die Streitigkeiten beizulegen, wurde auf Bestreben beider Seiten eine Konferenz vereinbart. Diese fand am 19. Februar 1655 in Borken statt, doch führte sie letztendlich zu keinem Ergebnis.

## Familie
Am 10. Mai 1644 heiratete Adolf Ernst Charlotte Maria Isabella Gräfin von Velen und Mengen zu Raesfeld, die Tochter des Kaiserlichen Generalfeldmarschalls Alexander II. von Velen und Mengen zu Raesfeld, mit der er neun Kinder hatte. Es liegt nahe, dass Adolf Ernst einen profitablen Hintergedanken bei der Eheschließung mit der Gräfin von Velen hatte. So würde der beträchtliche Brautschatz von 12.000 Reichstalern und die Aussicht auf eine Erbabfindung die Finanzen Adolfs in Zukunft festigen. Darüber hinaus legte Alexander von Velen am 15. Januar 1654 in seinem Testament fest, dass beim Aussterben der männlichen Nachkommen seiner Linie die Grafen von Limburg-Styrum die Erbberechtigten sein sollten. Zwar konnte Adolf Ernst selbst nicht mehr in diese Gunst kommen, doch wurde diese Regelung 1733 wirksam. Damit einhergehend gelang es Adolf Ernst seine Schwester Sophie Elisabeth mit dem Sohn und Nachfolger Alexanders von Velen Graf Ferdinand Gottfried zu verheiraten. Adolf Ernst überließ seinem neuen Schwager Ferdinand Gottfried, anstelle eines Brautschatzes von 2.500 Reichstalern, ein geerbtes Anwesen, das isoliert gelegen in Raesfeld lag und konnte damit die zukünftig die beste Versorgung für seine Schwester sicherstellen.
Nach dem Tod Adolf Ernsts fiel Gemen unter die Herrschaft von Christoph Bernhard von Galen und sein Schwiegervater Alexander II. übernahm die Vormundschaft seiner Kinder.

## Nachkommen
Mit seiner Frau Charlotte Maria Isabella Gräfin von Velen und Mengen zu Raesfeld hatte Adolf Ernst folgende Kinder:
- Maria Wilhelmine Amalia (* 1645; † 26. Juni 1730)

⚭ 1676 Karl Ludwig von Sinzendorf (* 1652; † 7. April 1722)
- Hermann Otto (* 1. April 1646; † 9. Juli 1704)

⚭ 1678 Charlotte Amalie Gräfin von Vehlen und Mengen (* 30. September 1662; † 26. Oktober 1727)
- Alexandrine Maria (* 15. August 1647; † 6. Oktober 1647)
- Charlotte Ursula (* um 1651; † 8. September 1699)

⚭ 14. Mai 1692 Christoph Dietmar Graf zu Schallenberg (* 1646; † 8. Februar 1708)
- Maximilian Wilhelm (* um 1653; † 27. April 1728)[7]

⚭ Maria Anna von Rechberg Rothenlöwen
- Anna Isabella (* um 1654; † 23. Mai 1723)

1. ⚭ 5. August 1678 Graf Ernst Wilhelm zu Bentheim und Steinfurt (* 6. Dezember 1623; † 26. August 1693)
2. ⚭ 6. Februar 1701 Johan Oxenstierna af Cronsborg (* 2. Januar 1666; † 16. Februar 1733)
- Adolf (* 1655; † 1657/1658)
- Gottfried Ferdinand Moritz (* 1656; † 5. August 1677)
- Adolfine Ernestine (* 1657; † 11. Juli 1688)

⚭ 12. Mai 1686 Ferdinand Joseph von Reinstein-Tettenbach und Valley (* 13. November 1659; † 2. Oktober 1712)